# Porsche 908
Porsche 908 är en sportvagn, tillverkad av den tyska biltillverkaren Porsche mellan 1968 och 1971.

## Bakgrund
Porsche hade haft stora framgångar i de mindre klasserna i sportvagns-VM under femtio- och sextiotalen, med tävlingsbilar baserade på märkets produktionsbilar. Men bortsett från några enstaka segrar kunde de små Porscharna inte konkurrera med Ferraris och Fords stora sportvagnsprototyper. När FIA ändrade reglementet för prototyperna till säsongen 1968 och begränsade motorstorleken till tre liter, beslutade Porsche att det var dags att ta upp konkurrensen även i den största klassen.

## Utveckling

### 908
Porsche 908 var en vidareutveckling av företrädaren 907. Chassit bestod av svetsade stålrör. 907:ans sexcylindriga motor hade försetts med två extra cylindrar och förstorats till tre liter. För att sänka vikten fick bilen ett nytt chassi av aluminium under säsongen 1968. De tidiga bilarna hade även problem med aerodynamiken, vilket löstes under säsongen.
Till 1969 fick motorn en ny vevaxel som löste problemen med vibrationer. Den sexväxlade växellådan hade visat sig vara en svag punkt och byttes mot en mer tillförlitlig femväxlad variant.
Till 1970 fick bilen en ny kaross, men Porsche lade ner större delen av sina ansträngningar på den större femlitersbilen 917.

### 908 Turbo
Efter säsongen 1971 lade Porsche ned sin satsning på sportvagns-VM och koncentrerade sig på CanAm-serien i Nordamerika. Många privata stall fortsatte att tävla med 908:an. En av de mest framgångsrika var Reinhold Joests stall Joest Racing. Från mitten av sjuttiotalet använde Joest turbomotorer från Porsche 934. På så sätt förblev bilen konkurrenskraftig fram till början av åttiotalet.

## Tekniska data
| Tekniska data               | 908                                                              | 908 Turbo                                                        |
| --------------------------- | ---------------------------------------------------------------- | ---------------------------------------------------------------- |
| Motor:                      | 8-cylindrig boxermotor                                           | 6-cylindrig boxermotor med turbo                                 |
| Kylning:                    | Luftkylning                                                      | Luftkylning                                                      |
| Cylindervolym:              | 2997 cm³                                                         | 2142 cm³                                                         |
| Borrning x slaglängd:       | 85 x 66 mm                                                       | 83 x 66 mm                                                       |
| Max effekt vid varvtal:     | 350 hk vid 8 400 v/min                                           | 540 hk vid 8 000 v/min                                           |
| Max vridmoment vid varvtal: | 325 Nm vid 6 600 v/min                                           | 460 Nm vid 5 500 v/min                                           |
| Ventilstyrning:             | En överliggande kamaxel per cylinderrad, 2 ventiler per cylinder | En överliggande kamaxel per cylinderrad, 2 ventiler per cylinder |
| Bränslesystem:              | Bosch bränsleinsprutning                                         | Bosch bränsleinsprutning                                         |
| Växellåda:                  | 5-växlad manuell                                                 | 5-växlad manuell                                                 |
| Hjulupphängning fram & bak: | Dubbla tvärlänkar, skruvfjädrar, krängningshämmare               | Dubbla tvärlänkar, skruvfjädrar, krängningshämmare               |
| Chassi & kaross:            | Fackverksram av aluminium med plastkaross                        | Fackverksram av aluminium med plastkaross                        |
| Hjulbas:                    | 230 cm                                                           | 230 cm                                                           |
| Torrvikt:                   | 650 kg                                                           | 650 kg                                                           |
| Toppfart:                   | 320 km/h                                                         | 330 km/h                                                         |

## Tävlingsresultat

### Sportvagns-VM 1968
Bilen debuterade halvvägs in på säsongen 1968, vid Le Mans 24-timmars. Debuten blev ingen succé, men Porsche kämpade på för att rätta till problemen och vid Nürburgring 1000 km belönades ansträngningarna med en seger för Jo Siffert och Vic Elford.
I mästerskapet slutade Porsche på en andraplats, efter Ford.

### Sportvagns-VM 1969
Säsongen 1969 hade Porsche fått ordning på 908:an och bilen tog hem sex av säsongens tio lopp. Jo Siffert och Brian Redman stod för fem av segrarna.
Tillsammans med en seger för den större 917-modellen tog Porsche sin första totalseger i världsmästerskapet.

### Sportvagns-VM 1970
Säsongen 1970 koncentrerade sig Porsche på utvecklingen av bilarna och överlät tävlandet på privata stall, som John Wyer Automotive och Martini Racing. Porsche fokuserade på femliterbilen 917, men 908:an visade sin potential på långsamma, kurviga banor. Vid Targa Florio segrade Jo Siffert och Brian Redman, med Leo Kinnunen och Pedro Rodríguez på andra plats. Vid Nürburgring 1000 km kom ännu en dubbelseger, med Vic Elford och Kurt Ahrens på första plats, före Hans Herrmann och Richard Attwood.
1970 försvarade Porsche sin världsmästartitel.

### Sportvagns-VM 1971
Säsongen 1971 stod åter 917-modellen för huvuddelen av segrarna, men 908:an tog en trippelseger vid Nürburgring 1000 km, med Vic Elford och Gérard Larrousse på första, Pedro Rodríguez och Jo Siffert på andra och Gijs van Lennep och Helmut Marko på tredje plats.
Det här året tog Porsche sin tredje raka mästerskapstitel.

### Efter 1971
Privatstallen fortsatte att tävla med 908:an, även sedan Porsche lagt ner sin satsning på sportvagnsprototyperna efter 1971. Med ständiga uppdateringar hölls bilen konkurrenskraftig och Reinhold Joest vann Nürburgring 300 km 1976.
Bilen tog sin sista seger så sent som 1980, då Rolf Stommelen och Jürgen Barth vann Nürburgring 1000 km, tolv år efter den första segern.